# 朱翊鈁
万善王朱翊鈁（1545年—？），明朝徽悼王朱载埨庶次子。
嘉靖三十五年（1556年）四月，明世宗遣廣寧伯刘允中等為正使，翰林院修撰陳謹等為副使，持節冊封朱翊鈁為万善王。九月，朱载埨获罪自杀，朱翊鈁和兄长安阳王朱翊錡都被革爵，发周王府约束。
嘉靖四十五年（1566年）明穆宗登基后，朱翊錡和另一弟弟朱翊钺（一作朱翊鈁）入京上疏请求回徽王府为先王奉祀。闰十月，穆宗准奏，釋放朱翊錡、朱翊钺回鈞州，由堂叔祖父兼理徽府事建德王朱厚𤊟管束。